# Инжинириум
Инжинириум МГТУ им. Н. Э. Баумана или Инжинириум — сеть образовательных центров для школьников с 1 по 11 класс, включающая Центр детского инновационного творчества (ЦМИТ) и два технопарка, а также разветвленная сеть из более чем 150 филиалов в Москве и в Санкт-Петербурге. Открытие состоялось в апреле 2016 года в МГТУ имени Н. Э. Баумана. Первое занятие для школьников по композитным материалам провела министр образования Ольга Васильева, изготовив хоккейную клюшку.

## Деятельность центра
Центр является одним из проектов МИЦ «Композиты России», образованным с целью подготовки нового поколения молодых инженеров. Преподавателями центра являются студенты, аспиранты и выпускники МГТУ имени Н. Э. Баумана. Среди деятельности выделяются:
- Подготовка детей более чем по 20 направлениям, в том числе: 3D-моделирование, промышленный дизайн[4], LEGO-робототехника, «курс молодого инженера»[5][6], биотехнологии, Scratch-программирование, хайтек, инженерный бизнес и менеджмент, композиционные материалы[7].
- Разрабатывает детские интерактивные книги сказок для платформ iOS, Android и Windows[8].
- Организует инженерные интенсивы, мастер-классы и каникулярные лагеря (так называемая летняя инженерно-техническая практика)[9] с курсами физической подготовки на площадках Спорткомплекса МГТУ и работа над междисциплинарными проектами и экскурсии в научно-образовательные центры МГТУ[10]. В лагеря могут попасть ученики с хорошими оценками по техническим дисциплинам средней школы (математика, физика, химия, информатика)[11].

Проект «Инжинириум МГТУ им. Н. Э. Баумана» действует в ряде школ и детских садов Москвы и Подмосковья, один из первых участников — школа № 1374 (Северо-Восточный административный округ г. Москвы).

## Структура

### Технопарки «Инжинириум»
Молодёжные технопарки «Инжинириум МГТУ им. Н. Э. Баумана» были открыты при поддержке Департамента предпринимательства и инновационного развития города Москвы. Работают при содействии Департамента образования города Москвы, Министерства экономического развития Российской Федерации и Агентства Инноваций города Москвы. Представляют собой высокотехнологичные площадки для развития научно-технического и инженерного потенциала учащихся средних и старших классов московских школ и студентов. Располагаются в Басманном (м. Бауманская) и Войковском (м. Водный стадион) районах. Направления — композитные технологии (Бауманский) и робототехника (на Водном стадионе).
При технопарках действуют четыре лаборатории следующих профилей: нанотехнологии и композиционные материалы, космические летательные аппараты, 3D-технологии и робототехника.

### ЦМИТ
Центр молодёжного инновационного творчества (ЦМИТ) «Инжинириум МГТУ им. Н. Э. Баумана» открыт в 2016 году при поддержке Министерства экономического развития Российской Федерации и ряда госструктур (Департамент предпринимательства и инновационного развития города Москвы, Агентство Инноваций города Москвы и Московский композитный кластер).

## Список достижений учащихся

### 2016 год
- Composite Battle — 1-е место (новички)[15].

### 2017 год
- Новаторские Гонки — 1-е место (на самодельных санях)[16]

### 2018 год
- WorldSkills Junior:
  - Отборочный этап — 1-е место (Технологии композитов)[17]
  - Основная категория — 3-е место (Технолоогии композитов), 2-е место (Лазерные технологии)[17]
  - Юниоры — 3-е место (Технолоогии композитов)[17]
- Кубок имени Ю. А. Гагарина по ракетомодельному спорту:
  - 1-е место (личный зачёт)[18]
  - 3-е место (общекомандный зачёт)[18]
- Всероссийский конкурс научно-технического творчества ШУСТРИК — 1-е место (ИТ-технологии)[19]

Представители участвовали в научно-инженерной выставке «Политехника».

### 2019 год
- Всероссийская олимпиада по креативному программированию «Заврики» — 1-е место[21]
- WorldSkills Junior:
  - 3-е место (Инженерия космических систем, Холодильная техника, Технологии композитов, лазерные технологии)[22]
- Всероссийский конкурс научно-технического творчества ШУСТРИК — 1-е место (Композиционные материалы)
- Открытое первенство Москвы по ракетостроению — 3-е место (ракеты класса S4 / ракетопланы[23]
- I Фестиваль детских технопарков

### 2020 год
- Программа «Курс молодого инженера» — 19 марта 2020 года решением Правительства Москвы включена в список 11 практик, демонстрируемых на выставке в рамках федерального проекта «Кадры цифровой экономики»[24][25]